# جايسون غلين
جايسون غلين (بالإنجليزية: Jason Glenn)‏ هو لاعب كرة قدم أمريكية أمريكي، ولد في 20 أغسطس 1979 في هامبل في الولايات المتحدة.

## وصلات خارجية
- جايسون غلين على موقع مرجع كرة القدم المحترفة.كوم (الإنجليزية)